# Indický archiv v Seville
Indický archiv v Seville (šp. Archivo General de Indias) je název archivu, který se nachází v městě Sevilla ve španělském autonomním společenství Andalusie. V roce 1785 jej založil španělský král Karel III., který zamýšlel shromáždit na jednom místě všechny dostupné informace o španělských koloniích.
Pro svou kulturní hodnotu byla celá stavba v roce 1987 přiřazena ke světovému dědictví, a to spolu s katedrálou Panny Marie a královským palácem v témže městě.